# José David Casado García
José David Casado García (n. Almería, 14 de enero de 1988), más conocido como José Casado, es un futbolista español que juega en la demarcación de centrocampista en el FK Slavoj Trebišov de la 2. liga (Eslovaquia), cedido por el MFK Zemplín Michalovce.

## Trayectoria
Nacido en Almería, es un centrocampista formado en clubes de fútbol base como Psiqui CF, UD Pavía y Los Molinos CF, antes de ingresar en La Masía en 2003 para jugar en las categorías inferiores del FC Barcelona.
Tras dos temporadas en el FC Barcelona, en 2005 firma por el equipo juvenil del Sevilla FC y en la temporada siguiente, lo haría en el CP Granada 74 juvenil.
En 2007, al acabar su etapa formativa jugaría en equipos modestos de Tercera División como Club Deportivo Ciudad de Vícar, Lorca Deportiva Club de Fútbol "B", Club Deportivo Comarca de Níjar y Club Deportivo Huércal.
En la temporada 2013-14, emprendería su primera aventura en el extranjero, firmando por el Kazincbarcikai SC de Hungría.
En enero de 2014, firma por el Gabcikovo de Eslovenia y en verano del mismo año, se compromete con el Football Club Spartak Trnava de la Superliga de Eslovaquia, en el que juega durante temporada y media.
El 9 de enero de 2016, firma por el FC Botosani de la Liga I de Rumanía.
En julio de 2016, firma por el 1. Fotbalový Klub Příbram de la Liga Nacional de Fútbol de la República Checa.
En enero de 2017, se compromete con el FC Español Karlsruhe, donde jugaría durante temporada y media.
En julio de 2018, firma por el FC ViOn Zlaté Moravce de la Superliga de Eslovaquia.
En enero de 2019, se unió al MFK Zemplín Michalovce de la Superliga de Eslovaquia firmando un contrato hasta el final de la temporada.
El 8 de julio de 2019, firma por el Penya Deportiva de la Segunda División B de España, en el que jugaría 5 partidos durante la primera vuelta de la competición, antes de rescindir su contrato el 31 de enero de 2020.
El 29 de septiembre de 2020, firma por el SSU Politehnica Timișoara de la Liga II de Rumanía.
El 22 de septiembre de 2021, retorna al MFK Zemplín Michalovce de la Superliga de Eslovaquia.
El 18 de enero de 2022, el jugador es cedido al FK Slavoj Trebišov de la 2. liga (Eslovaquia), hasta el final de la temporada.

## Clubes
| Club                               | País            | Año             |
| ---------------------------------- | --------------- | --------------- |
| Club Deportivo Ciudad de Vícar     | España          | 2007-2008       |
| Lorca Deportiva Club de Fútbol "B" | España          | 2008            |
| Club Deportivo Comarca de Níjar    | España          | 2011-2012       |
| Club Deportivo Huércal             | España          | 2012-2013       |
| Kazincbarcikai SC                  | Hungría         | 2013            |
| TJ OFC Gabčíkovo                   | Eslovaquia      | 2014            |
| Football Club Spartak Trnava       | Eslovaquia      | 2014-2016       |
| FC Botosani                        | Rumania         | 2016            |
| 1. Fotbalový Klub Příbram          | República Checa | 2016-2017       |
| FC Español Karlsruhe               | Alemania        | 2017-2018       |
| FC ViOn Zlaté Moravce              | Eslovaquia      | 2018-2019       |
| MFK Zemplín Michalovce             | Eslovaquia      | 2019            |
| Penya Deportiva                    | España          | 2019            |
| SSU Politehnica Timișoara          | Rumania         | 2020            |
| MFK Zemplín Michalovce             | Eslovaquia      | 2021-Actualidad |
| FK Slavoj Trebišov (cedido)        | Eslovaquia      | 2022-Actualidad |